# Extensus centrilineus
Extensus centrilineus är en insektsart som beskrevs av Li och Chen 1999. Extensus centrilineus ingår i släktet Extensus och familjen dvärgstritar. Inga underarter finns listade i Catalogue of Life.